# 勝田武尭

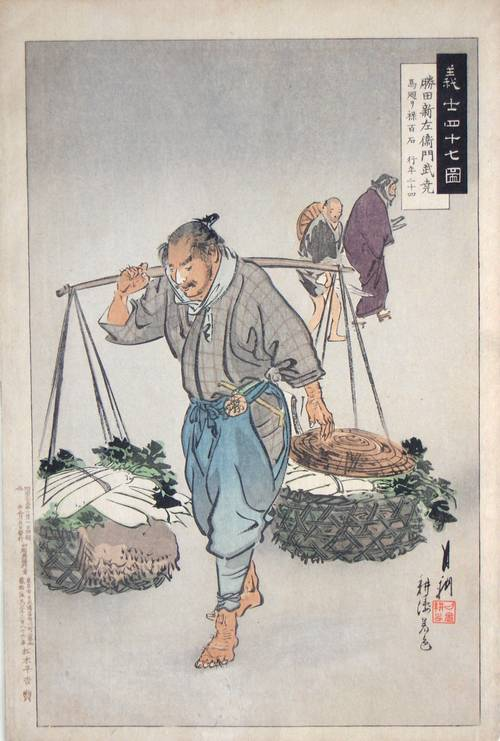
『義士四十七図　勝田新左衛門武尭』（尾形月耕画）

勝田 武尭（かつた たけたか、延宝8年〈1680年〉 - 元禄15年2月4日〈1703年3月20日〉）は、江戸時代前期の武士。赤穂浪士四十七士の一人。通称は新左衛門（しんざえもん）。

## 生涯
延宝8年（1680年）、赤穂藩浅野家家臣の勝田重尭の子として誕生。母は佐藤甚右衛門の娘。
元禄元年（1688年）に父と母が相次いで死去したため、9歳で勝田家の家督を相続。赤穂藩では札座横目兼中小姓（15石3人扶持）として仕えた。元禄7年（1694年）、備中松山城受け取りの軍にも従軍している。
元禄14年（1701年）3月、浅野長矩の殿中刃傷時には赤穂にいた。4月、大石良雄の神文血判を提出した一人。赤穂城開城後はすぐに江戸へ下向し、堀部武庸ら江戸急進派と合流した。元禄15年（1702年）6月、浅草茶屋において親しくしていた前原宗房・倉橋武幸・杉野次房・不破正種・武林隆重らとともに同盟の誓約をした。特に杉野次房とは親しく、8月からは本所の杉野の借家に住ませてもらった。
吉良邸討ち入りでは表門隊に所属した。元禄15年（1703年）2月4日、長府藩毛利家上屋敷で同家家臣の進藤為右衛門の介錯で切腹した。享年24。主君長矩と同じ泉岳寺に葬られた。法名刃量霞劔信士。